# Stephenie McMillan
Stephenie Lesley McMillan (ur. 20 lipca 1942 w Chigwell, zm. 19 sierpnia 2013 w Weston Longville) – brytyjska scenograf i dekorator wnętrz. Trzykrotnie nominowana do Oscara (1997, 2002, 2006), otrzymała statuetkę w 1997 roku za film Angielski pacjent.

## Filmografia
- 2010 Harry Potter i Insygnia Śmierci (Harry Potter and the Deathly Hallows)
- 2009 Harry Potter i Książę Półkrwi (Harry Potter and the Half-Blood Prince)
- 2007 Harry Potter i Zakon Feniksa (Harry Potter and the Order of the Phoenix)
- 2005 Harry Potter i Czara Ognia (Harry Potter and the Goblet of Fire)
- 2004 Harry Potter i więzień Azkabanu (Harry Potter and the Prisoner of Azkaban)
- 2002 Harry Potter i Komnata Tajemnic (Harry Potter and the Chamber of Secrets)
- 2001 Harry Potter i Kamień Filozoficzny (Harry Potter and the Sorcerer's Stone)
- 2000 Czekolada (Chocolat)
- 1999 Notting Hill
- 1998 Rewolwer i melonik (The Avengers)
- 1997 Lemur zwany Rollo (Fierce Creatures)
- 1996 Mary Reilly
- 1996 Miłość i wojna (In Love and War)
- 1996 Angielski pacjent (The English Patient)
- 1993 Tajemniczy ogród (The Secret Garden)
- 1993 Cienista dolina (Shadowlands)
- 1992 Rok komety (Year of the Comet)
- 1992 Chaplin
- 1991 Podejrzenie (Under Suspicion)
- 1989 Maklerzy (Dealers)
- 1988 Rybka zwana Wandą (A Fish Called Wanda)'
- 1987 Biedna mała bogata dziewczynka (Poor Little Rich Girl: The Barbara Hutton Story)
- 1985 Święty Mikołaj (Santa Claus)
- 1984 Give My Regards to Broad Street

## Nagrody
- 1997 – Oscar dla najlepszej scenografii w filmie Angielski pacjent
- 2002 – nominacja do Oscara dla najlepszej scenografii w filmie Harry Potter i Kamień Filozoficzny
- 2006 – nominacja do Oscara dla najlepszej scenografii w filmie Harry Potter i Czara Ognia